# Lichen striatus

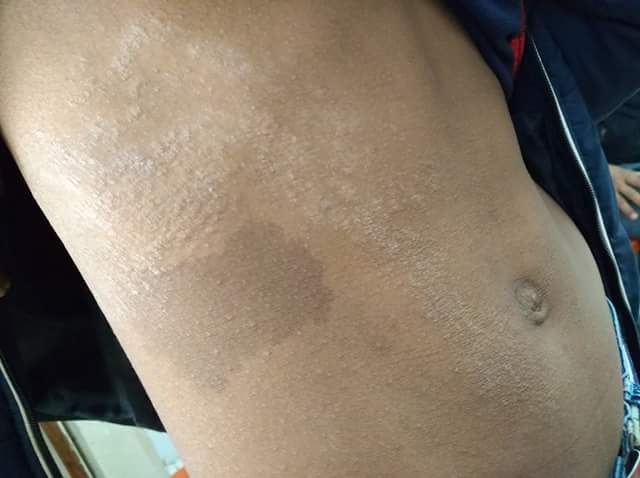

Der Lichen striatus ist eine seltene, erworbene, chronische, entzündliche Hautkrankheit mit sich selbst limitierender Bildung von wenig symptomatischen Papeln.
Die Erkrankung kann als Sonderform des ILVEN angesehen werden.
Synonyme sind: lateinisch Dermatitis linearis; englisch linear lichenoid dermatosis; Blaschko linear acquired inflammatory skin eruption (BLAISE); Blaschkitis
Die Erstbeschreibung erfolgte im Jahre 1898 durch den französischen Hautarzt und Pathologen Félix Balzer (1849–1929) zusammen mit R. Mercier.
Die heute gebräuchliche Namensgebung stammt aus dem Jahre 1941 von R. D. Senear und M. R. Caro.
Die Bezeichnung „Blaschkitis“ wird mitunter für betroffene Erwachsene verwendet.

## Vorkommen und Ursache
Die Erkrankung betrifft überwiegend Kinder und Jugendliche, mehr als 50 % der Betroffenen sind zwischen 5 und 15 Jahren alt.
Die Ursache ist ungeklärt.

## Klinische Erscheinungen
Klinische Kriterien sind:
- Hauptsächlich bei Kindern und Jugendlichen auftretend
- Asymmetrisch hauptsächlich Arme und Beine betreffend
- den Blaschko-Linien folgend
- Kleine rötliche, meist wenig symptomatische, flechtenartige, psoriasisartige oder ekzematöse Papeln
- Ausdehnung innerhalb zwei bis vier Wochen als konfluierendes längeres Band über die betroffene Extremität

Nach Rückbildung nach wenigen Monaten können Hyperpigmentierungen längere Zeit zurückbleiben. Jahrelanges Fortbestehen und Rezidive sind möglich.
Außer der Haut können auch die Nägel betroffen sein.

## Differentialdiagnose
Abzugrenzen sind:
Naevus unius lateralis, Lichen planus linearis und Psoriasis linearis